# Моиша (Сучава)
Моиша (рум. Moișa) насеље је у Румунији у округу Сучава у општини Бороаја. Oпштина се налази на надморској висини од 385 m.

## Становништво
Према подацима из 2002. године у насељу је живело 747 становника, од којих су сви румунске националности.